# Jelle Van Riet
Jelle Van Riet (Brugge, 1971) is een Vlaams schrijfster, journaliste en columniste, gekend voor haar literaire interviews. Zij werkt voor De Standaard en was ook jaren juryvoorzitter van de Gouden Uil Jeugdliteratuurprijs.
Van Riet schreef En God schiep de man en de vakboeken Woordhouwen en Is kunSTof?.
Van 2009 tot 2017 was Van Riet getrouwd met de zanger Helmut Lotti.